# 卡斯廷 (緬因州普查規定居民點)
卡斯廷（英語：Castine）是位於美國緬因州漢考克縣的一個普查規定居民點。

## 人口
根據2020年美國人口普查的數據，卡斯廷的面積為4.01平方千米，當中陸地面積為3.99平方千米，而水域面積為0.02平方千米。當地共有人口1014人，而人口密度為每平方千米252.87人。